# Monte Rainier
Il Monte Rainier (in inglese Mount Rainier), anche noto come Tahoma o Tacoma, è uno stratovulcano attivo situato nello Stato di Washington, negli USA, a 95 km da Seattle. Situato nella Catena delle Cascate del nord-ovest Pacifico, oltre che nel parco nazionale omonimo, la vetta si erge per 4392 m s.l.m., circostanza che la rende la maggiore del Washington, del gruppo montuoso a cui appartiene e dell'arco vulcanico.
A causa del rischio determinato da una sua probabile e futura eruzione, il monte Rainier è considerato uno tra i 16 vulcani più pericolosi del mondo. La grande quantità di ghiaccio glaciale comporta la possibilità del monte Rainier di produrre enormi lahar che mettono in potenziale pericolo l'intera valle del fiume Puyallup. Secondo l'United States Geological Survey, "circa 80.000 persone e le loro abitazioni risultano a rischio a causa della portata delle colate piroclastiche del monte Rainier".

## Toponimo
Il monte Rainier era conosciuto dai Salish come Talol, Tacoma o Tahoma. Un'ipotesi sull'origine della parola fa riferimento alla divinità della "madre delle acque" come conosciuta nelle lingue lushootseed parlate dal popolo Puyallup. Il linguista William Bright riferisce che l'etimologia del termine stava per "montagna innevata". Tra gli altri nomi originariamente utilizzati figurano Tacobeh e Pooskaus.
La denominazione attuale si deve a George Vancouver, che lo chiamò così in onore del suo amico, il retroammiraglio Peter Rainier. La mappa della spedizione di Lewis e Clark del 1804-1806 si riferisce ad esso come Mt. Regniere.
Sebbene Rainier fosse stato considerato il nome ufficiale della montagna, Theodore Winthrop, nel suo libro di viaggio pubblicato postumo del 1862 "La canoa e la sella" (The Canoe and the Saddle), si riferiva alla montagna come Tacoma e, per un breve arco temporale, entrambe le designazioni vennero adoperate in modo intercambiabile, sebbene Mt. Tacoma fosse preferito nella vicina città omonima.
Nel 1890, l'United States Board on Geographic Names dichiarò che la montagna sarebbe stata denominata ufficialmente Rainier. Nello stesso periodo, nel 1897, la Riserva forestale del Pacifico fu convertita nella Riserva forestale del monte Rainier e tre anni dopo seguì la costituzione del parco nazionale. Ancora nel Novecento, esisteva un movimento che intendeva convertire il nome della montagna in Tacoma e il Congresso considerò una risoluzione per cambiarlo ancora nel 1924.
In vista del Super Bowl XLVIII, il Senato dello stato di Washington ha approvato una risoluzione venerdì 31 gennaio 2014 per rinominare temporaneamente la montagna Seattle Seahawks fino alla mezzanotte dopo la manifestazione sportiva, lunedì 3 febbraio 2014, in armonia con la ridenominazione di 53 montagne in Colorado in onore dei 53 membri dei Denver Broncos da parte del governatore del Colorado John Hickenlooper.
Dopo il ripristino nel 2015 del nome originale Denali per quanto riguardava il monte McKinley in Alaska, il dibattito sul Rainier si è intensificato, senza però giungere ad alcuna conclusione definitiva.

## Geografia

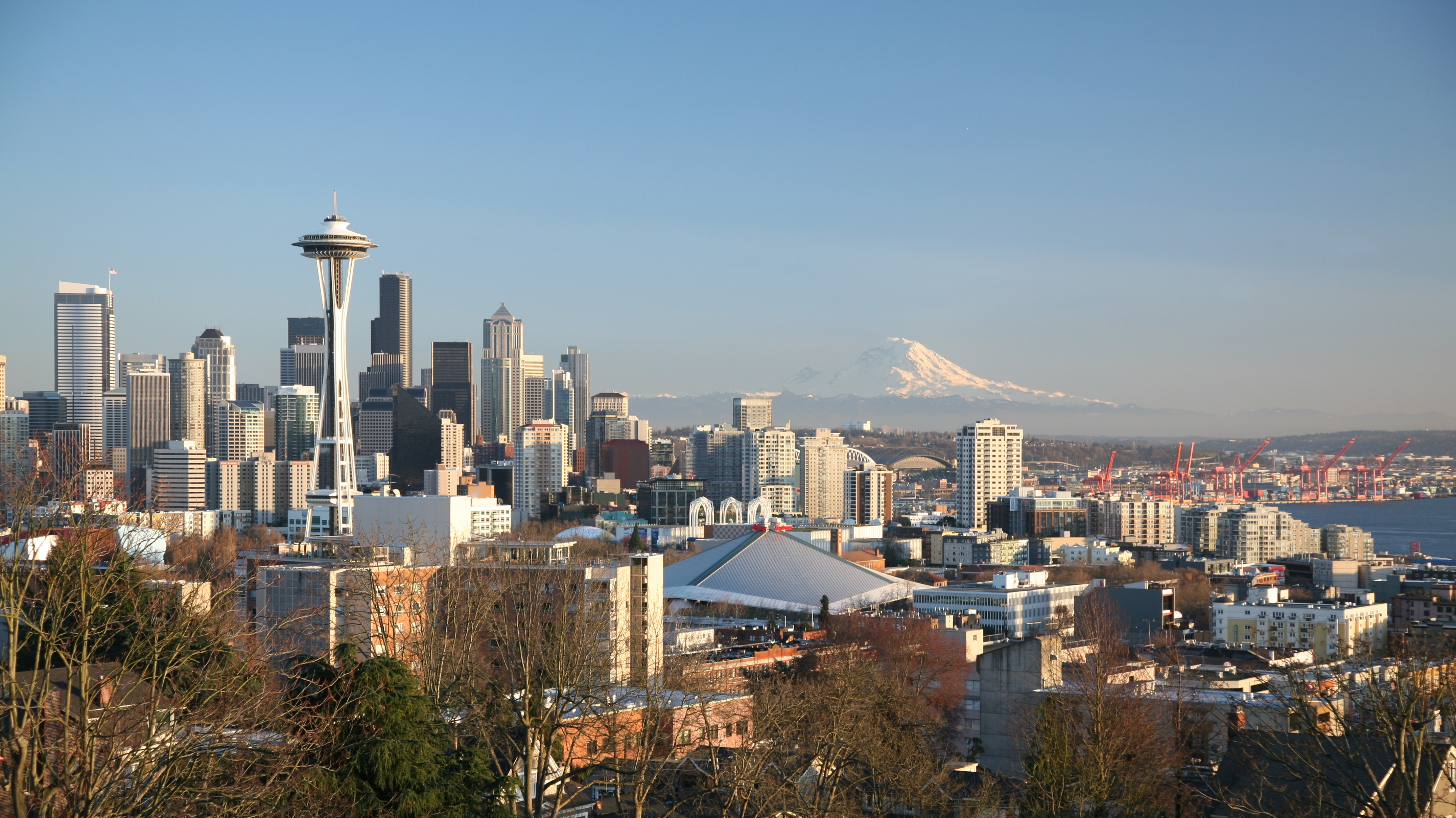
Il monte Rainier visto da Kerry Park a Seattle

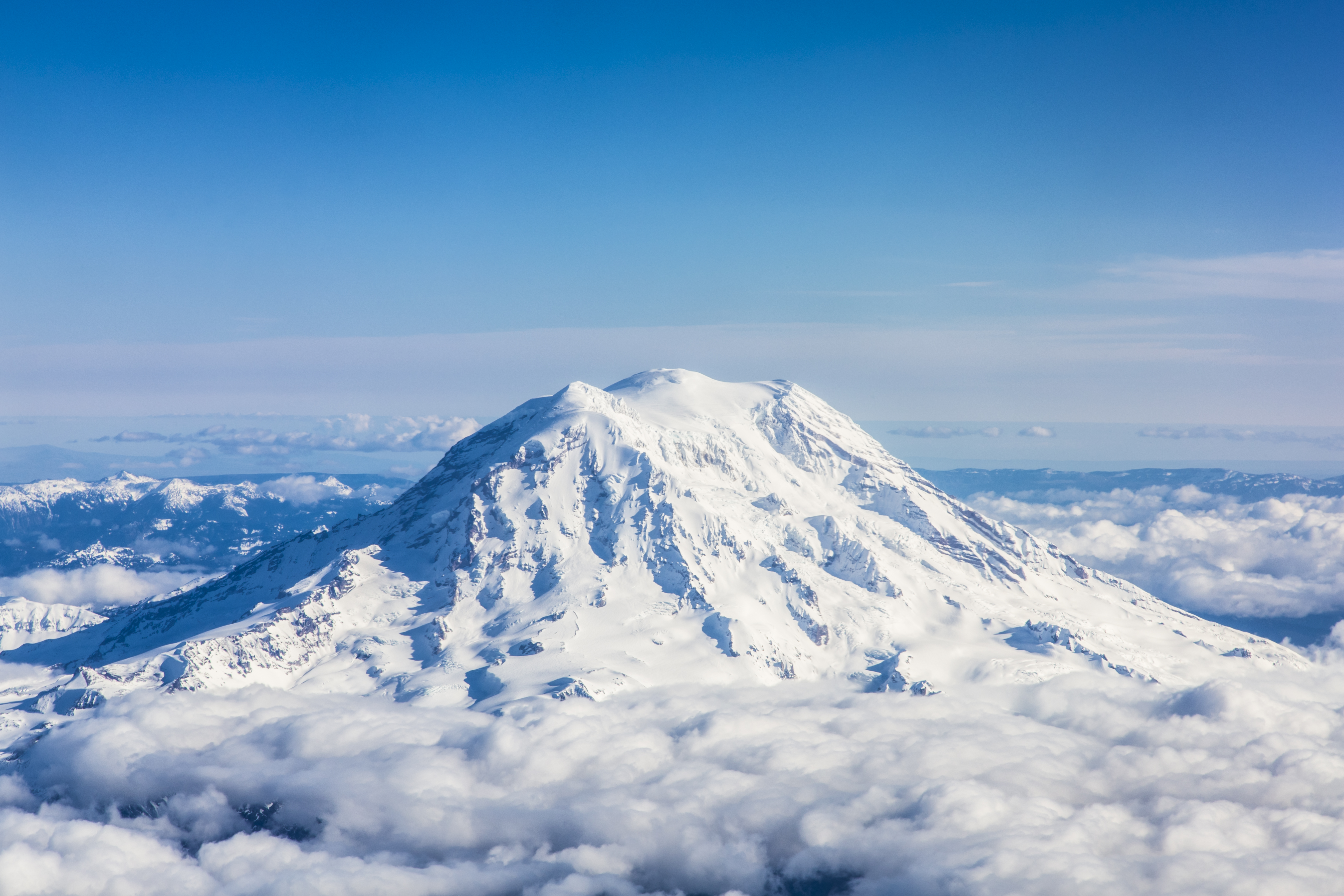
Il monte Rainier da un aereo

Il monte Rainier è la vetta più alta del Washington e della catena delle Cascate: si trova ad est di Eatonville e a sud-est di Tacoma e Seattle. È terza nella classifica delle 128 vette montuose ultraprominenti degli Stati Uniti e ha una prominenza topografica di 4.026 m, un numero maggiore di quella del K2, la seconda montagna più alta del mondo, la quale si ferma a 4.020. Nelle giornate limpide domina l'orizzonte sud-orientale nella maggior parte dell'area metropolitana di Seattle-Tacoma a tal punto che i locali a volte la chiamano semplicemente "la montagna". Nei giorni di straordinaria visibilità, si può ammirare anche da Corvallis (con più precisione da Marys Peak), e Victoria, in Columbia Britannica.
Grazie ai suoi 26 ampi ghiacciai e ai 93 km² di estensione delle zone occupate da neve permanente, il Rainier è il monte con il maggior numero e la maggior estensione di ghiacciai. La sommità è sormontata da due crateri vulcanici, ciascuno con un diametro di più di 300 m, con il cratere est, più grande, che si sovrappone parzialmente al cratere ovest. Il calore geotermico del vulcano mantiene le aree di entrambi i bordi dei crateri scevre da neve e ghiaccio, mentre al loro interno, intriso di ghiaccio, ha fatto formare la più grande rete di caverne glaciali, costituita da quasi 3,2 km di passaggi.
Il piccolo lago del cratere, ampio circa 40x9 m e profondo 5, è il più alto del Nord America: la sua elevazione superficiale è di 4.329 m. Esso occupa la porzione più bassa del cratere occidentale, al di sotto di più di 30 m di ghiaccio, ed è accessibile solo attraverso le grotte.
I fiumi Carbon, Puyallup, Mowich, Nisqually e Cowlitz partono tutti dagli omonimi ghiacciai del vulcano, mentre le sorgenti del fiume White sono i ghiacciai Winthrop, Emmons e Fryingpan. Il White, il Carbon e il Mowich si uniscono al fiume Puyallup, che sfocia nella baia di Commencement, a Tacoma; il Nisqually sfocia nello stretto di Puget a est di Lacey; il Cowlitz si unisce al Columbia tra Kelso e Longview.

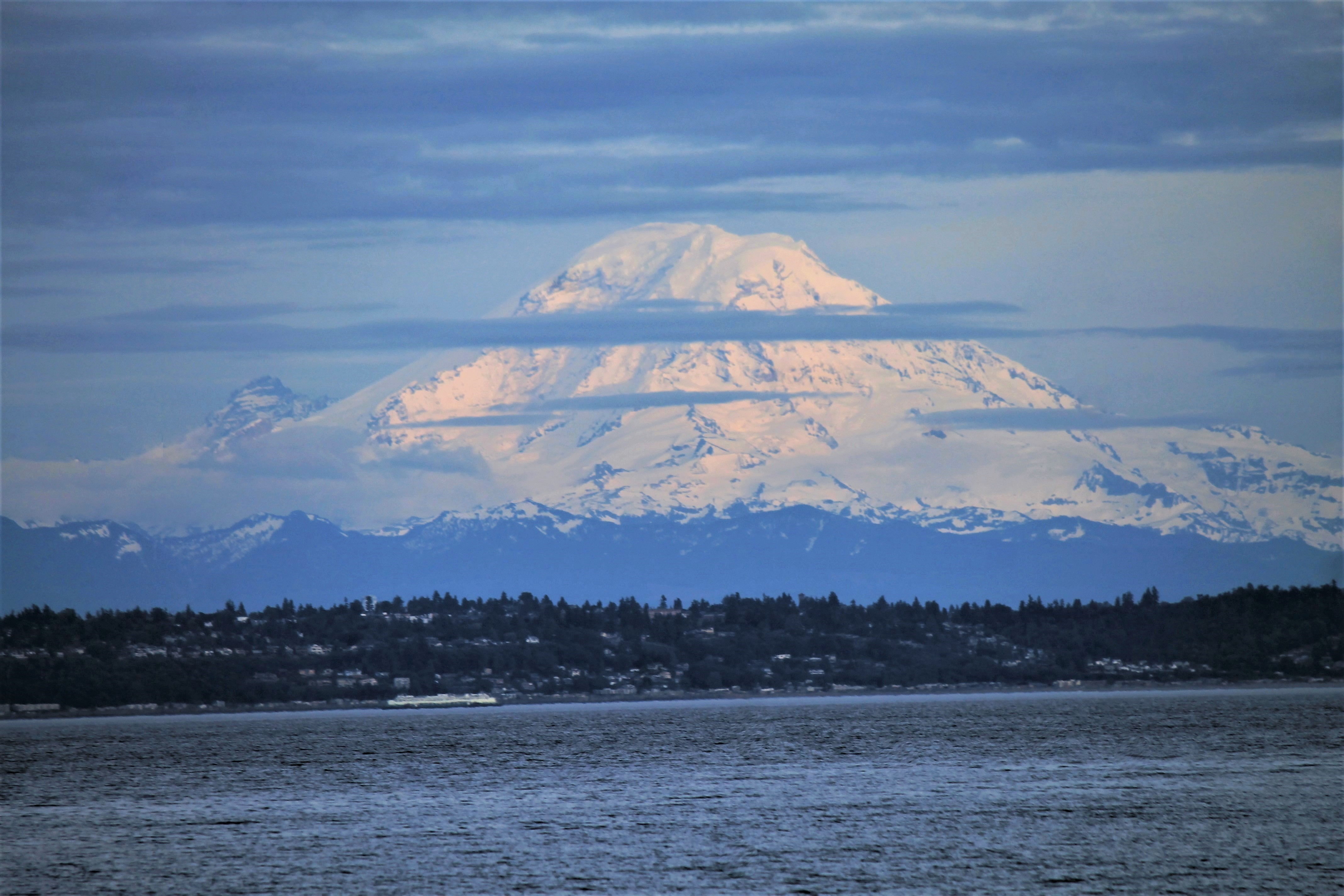
Il Little Tahoma Peak; a sinistra, il monte Rainier

L'ampia sommità del Rainier ospita tre cime che hanno una propria denominazione, la più alta delle quali è chiamata Columbia Crest. La seconda per elevazione è Point Success (4.315 m), all'estremità meridionale dell'altopiano sommitale, in cima alla cresta nota come Success Cleaver. Ha una prominenza topografica di circa 42 m, ragion per cui non è considerato un picco separato. La più bassa delle tre cime è Liberty Cap (150 m), all'estremità nord-occidentale, che si affaccia su Liberty Ridge, il Sunset Amphitheatre e il caratteristico Willis Wall. Liberty Cap ha una prominenza di 150 m, tanto che alcuni lo considerano un picco separato (comunemente nello stato di Washington è usato un limite di prominenza di 122 m).
Sul fianco orientale del Rainier c'è un picco noto come Little Tahoma Peak (3.395 m), una sorta di testimonianza dell'antico monte Rainier, che in passato era decisamente più elevato. Ha una prominenza di 262 m e non viene quasi mai scalata in diretta congiunzione con la Columbia Crest, quindi di solito è considerata come una cima separata. Se considerato separatamente dal Rainier, il Little Tahoma Peak dovrebbe essere annoverato quale terza vetta più alta del Washington.

### Geologia

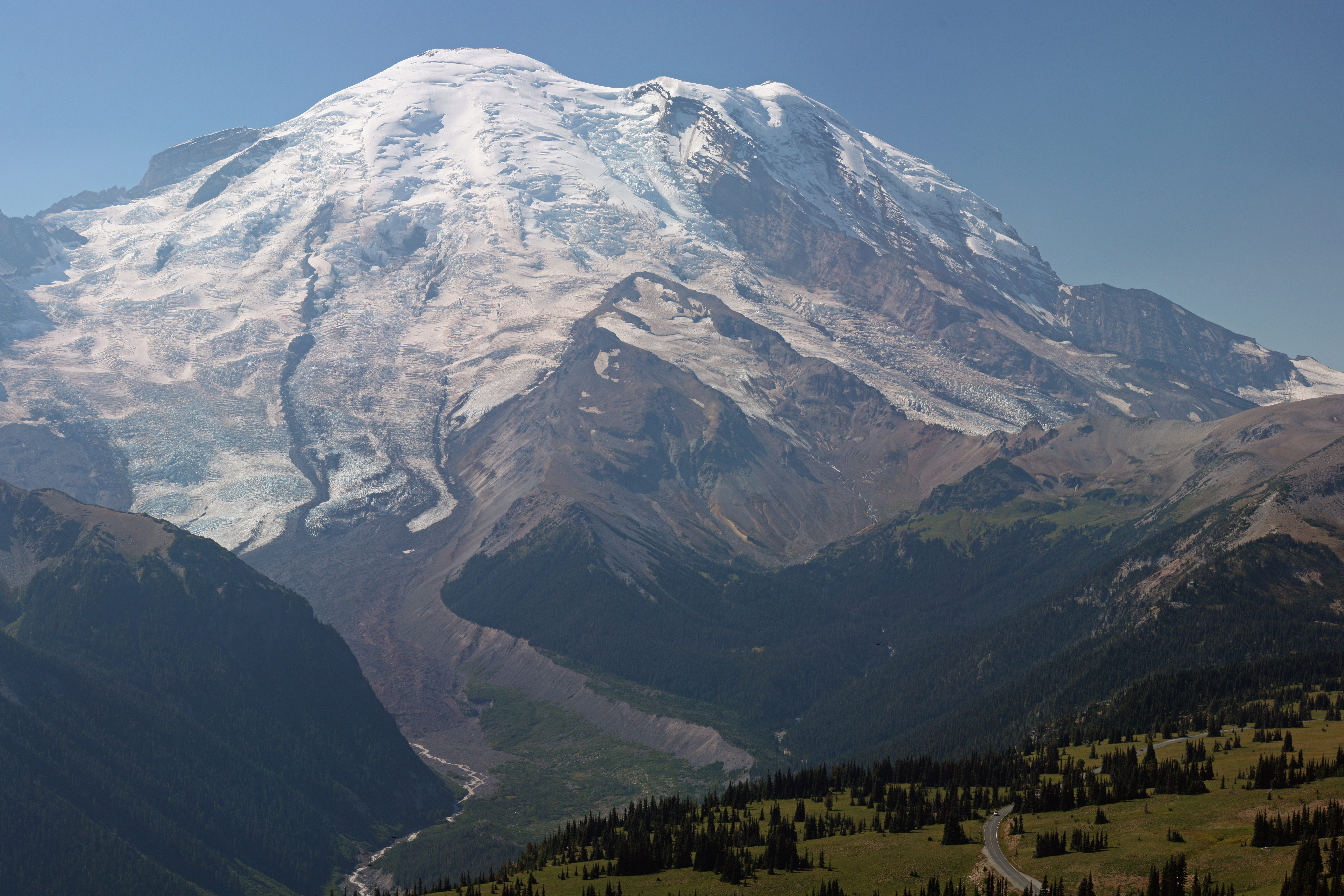
Parziale panoramica dei ghiacciai su uno dei lati del monte Rainier

Il monte Rainier è uno stratovulcano che fa parte dell'arco vulcanico delle Cascate ed è in grado di rilasciare colate laviche, lahar e flussi piroclastici. I suoi primi depositi vulcanici sono stimati a più di 840.000 anni fa e rientrano nella formazione Lily (da circa 2,9 milioni a 840.000 anni fa). I primi depositi formarono un "proto-Rainier" o un cono ancestrale che costituì il predecessore di quello attuale, che ha più di 500.000 anni.
Il vulcano si presenta altamente eroso, con ghiacciai sulle sue pendici, e sembra essere composto principalmente da andesite. Probabilmente il Rainier un tempo svettava ancora più in alto rispetto a oggi, toccando i circa 4.900 m, prima che ingenti quantità di lahar (geologicamente note nella zona come Osceola Mudflow) ne riducessero l'elevazione quasi 5.000 anni fa. Dopo quel periodo, il Rainier continuò a sversare detriti e lahar nelle sue successive eruzioni, la cui portata fu probabilmente molto estesa a causa della grande quantità di ghiaccio glaciale presente nei dintorni del cratere. Si rinvengono infatti tracce di lahar emesse fino allo stretto di Puget, distante pressoché una cinquantina di chilometri. Poco dopo i 5.000 anni fa, di nuovo una grossa fetta del vulcano si frantumò e si staccò dal cono principale, finendo trascinata fino a dove oggi sorge Tacoma, a sud di Seattle. Questa massiccia valanga di roccia e ghiaccio, che come si anticipava ridusse l'altezza del vulcano, fece poi da apripista alla successiva Electron Mudflow, un'altra ondata di lahar che, tuttavia, non raggiunse la portata delle colate precedenti.
Dopo il grande crollo di circa 5.000 anni fa, successive eruzioni di lava e tefra hanno contribuito a conferire all'odierno cono sommitale la cima visibile ancora oggi circa 1.000 anni fa. I geologi sono stati in grado di individuare ben 11 strati di tefra risalenti all'Olocene.

#### Attività vulcanica attuale

Mappa delle aree esposte a rischio in caso di eruzione

La prima eruzione vulcanica registrata in epoca recente è quella tra il 1820 e il 1854, e molti testimoni oculari hanno riferito di attività eruttive anche nel 1858, 1870, 1879, 1882 e 1894.
Non tanto tempo fa, si è deciso di piazzare sensori di monitoraggio sismici in numerosi siti del parco nazionale del monte Rainier e sulla montagna stessa per monitorarne l'attività. Un'eruzione potrebbe essere letale per tutti coloro che vivono nelle immediate vicinanze del vulcano, e potrebbe interessare anche tutta la fascia geografica compresa tra Vancouver, in Canada, e San Francisco, in California, a causa delle enormi quantità di cenere che fuoriuscirebbero dal vulcano nell'atmosfera.
Il monte Rainier si trova sul bordo orientale della cintura di fuoco del Pacifico, che include montagne e caldere quali lo Shasta e il Lassen Peak in California, il lago Crater, le Three Sisters e il monte Hood in Oregon, il Saint Helens, l'Adams, Glacier Peak e il Baker nel Washington, e il massiccio del monte Cayley, il Garibaldi, la caldera di Silverthrone e il massiccio del monte Meager in Columbia Britannica. Sebbene varie delle località appena esposte appaiano inattive, non si esclude del tutto che possano tornare a risvegliarsi, ragion per cui gli scienziati su entrambi i lati del confine con il Canada continuano a raccogliere preziosi dati sulle eruzioni passate di ciascuna delle caldere, allo scopo di prevedere come si potrebbero comportare in caso di eruzione i vulcani in questo arco (compreso il Rainier stesso) sia nell'immediato sia nel prossimo futuro. Dall'inizio del XX secolo ad oggi, solo due hanno eruttato: il Lassen nel 1915 e il St. Helens nel 1980 e nel 2004. Ad ogni modo, le eruzioni passate di questo arco vulcanico annoverano più esempi di eruzione di tipo pliniano o subpliniano: l'ultima eruzione del lago Crater, accaduta quando il monte Mazama risultava abbastanza grande da causare il crollo del suo cono, e quella del vicino più prossimo del monte Rainier, il St. Helens, produssero il maggior evento eruttivo di questo tipo negli Stati Uniti continentali nel 1980. Gli studiosi discutono con grande animazione degli effetti che potrebbero seguire a una grande eruzione nella catena delle Cascate.
Il monte Rainier è annoverato nella lista dei Decades Volcano, ovvero i 16 con la maggiore probabilità di causare perdite di vite umane e danni agli edifici qualora l'attività eruttiva riprendesse. Se il monte Rainier eruttasse con la stessa potenza del St. Helens il 18 maggio 1980, l'effetto sarebbe proporzionalmente maggiore, se si pensa alle quantità molto più massicce di ghiaccio glaciale situate sul primo rispetto al secondo; inoltre, le aree urbane che circondano il Rainier sono molto più densamente popolate e, dato non trascurabile, quest'ultimo è grande quasi il doppio della controparte appena menzionata. Considerando che, secondo l'United States Geological Survey (USGS), vari centri urbani abitati per un totale di 150.000 persone sorgono proprio su antichi depositi fangosi, i lahar rilasciati dal Rainier rappresentano il maggior rischio per la vita umana, per le costruzioni e per alcuni habitat di specie faunistiche e floristiche. Oltre al molto ghiaccio in cima al vulcano, si riscontra pure una certa attività idrotermale. Secondo Geoff Clayton, un noto geologo dello stato di Washington, qualora accadesse di nuovo l'Osceola Mudflow di 5000 anni fa della stessa portata, questa porterebbe alla distruzione di Enumclaw, Orting, Kent, Auburn, Puyallup, Sumner e Renton. Un tale flusso fangoso (senza dimenticare la portata dei flussi piroclastici) potrebbe raggiungere altresì l'estuario del Duwamish e radere al suolo parte dei quartieri di Seattle, oltre ad innescare tsunami nello stretto di Puget ed esondazioni del lago Washington.

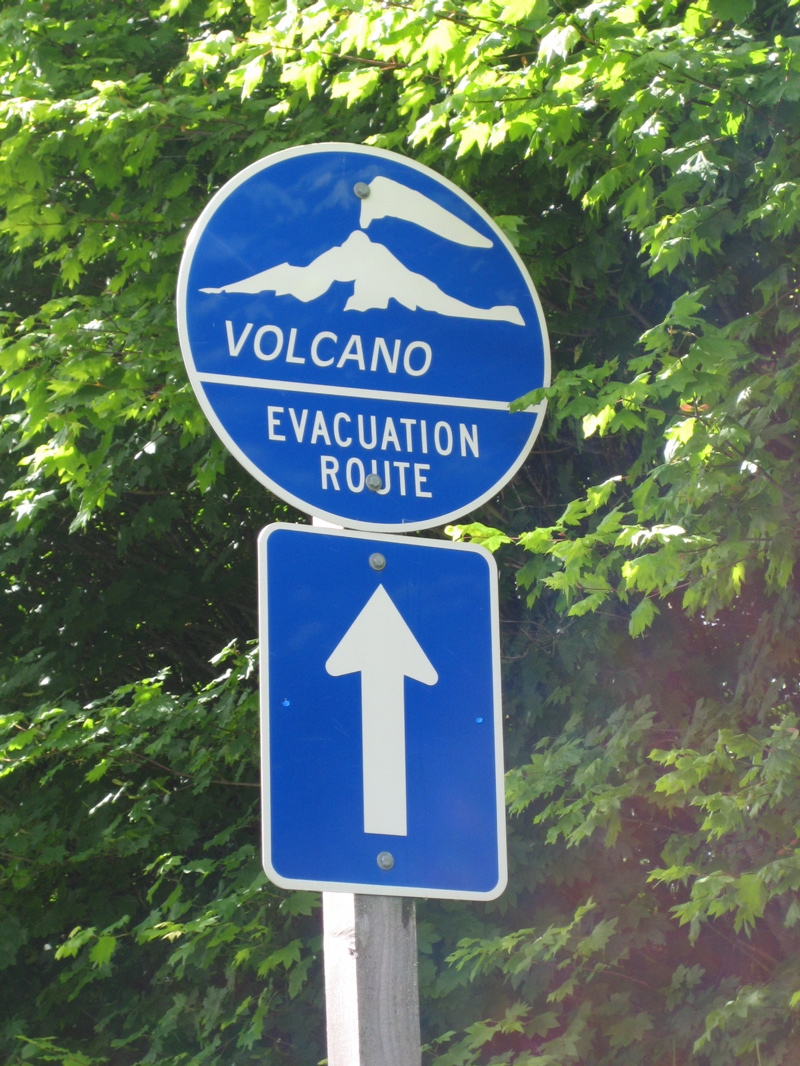
La segnaletica di evacuazione di emergenza sotto il Rainier indica percorsi di fuga in caso di eruzione o rilascio di lahar

Secondo K. Scott, ricercatore dell'USGS:
Il rischio vulcanico appare in qualche modo mitigato dalle sirene di allarme preposte ad avvertire in caso di lahar e dai segnali delle vie di fuga nella contea di Pierce. Anche la più popolosa contea di King rientra nell'areale del lahar, ma non sono state effettuate zonizzazioni volte a prevedere restrizioni in caso di nuove attività vulcaniche. Dal 2001, i finanziamenti del governo federale per la protezione della zona dal rischio di lahar si sono ridotti drasticamente, portando le autorità locali in città come Orting a dover fronteggiare con pochi strumenti concreti il timore di un disastro dalla portata simile alla tragedia di Armero.

#### Sismologia
Di solito, si registrano 3-4 scosse ogni mese vicino alla vetta, mentre di tanto in tanto si verificano sciami da 5-10 terremoti superficiali nell'arco di due o tre giorni, prevalentemente nel raggio di 4 km al di sotto della vetta. Si ritiene che tali terremoti siano causati dalla circolazione di fluidi caldi sotto il Rainier. Sulla stessa scia, presumibilmente, tali fluidi generano anche sorgenti calde e sfiati di vapore all'interno del parco nazionale del monte Rainier. Sciami sismici (non scatenati da una scossa principale) sono piuttosto comuni nella pancia dei vulcani della catena e raramente vengono associati all'attività eruttiva; il Rainier non fa eccezione. Tra gli sciami durati per più giorni si annoverano quelli del 2002, del 2004, del 2007 e del 2009, due dei quali (2002 e 2004) includevano terremoti di magnitudo 3.2. Quello del 2009 produsse il maggior numero di sismi mai registrato da quando è stato attivato il monitoraggio oltre vent’anni prima. Ulteriori sciami sono stati studiati più di recente nel 2011 e nel 2021.

### Clima
La vetta del Rainier ha un clima glaciale (classificazione dei climi di Köppen: EF).
| Monte Rainier (4.392 m) | Mesi | Mesi | Mesi | Mesi | Mesi | Mesi | Mesi | Mesi | Mesi | Mesi | Mesi | Mesi | Stagioni | Stagioni | Stagioni | Stagioni | Anno |
| Monte Rainier (4.392 m) | Gen  | Feb  | Mar  | Apr  | Mag  | Giu  | Lug  | Ago  | Set  | Ott  | Nov  | Dic  | Inv      | Pri      | Est      | Aut      | Anno |
| ----------------------- | ---- | ---- | ---- | ---- | ---- | ---- | ---- | ---- | ---- | ---- | ---- | ---- | -------- | -------- | -------- | -------- | ---- |
| T. max. media (°C)      | −14  | −13  | −12  | −8   | −6   | −3   | 1    | 0    | −2   | −7   | −10  | −13  | −13,3    | −8,7     | −0,7     | −6,3     | −7,3 |
| T. min. media (°C)      | −19  | −19  | −19  | −17  | −14  | −12  | −9   | −10  | −11  | −14  | −17  | −19  | −19      | −16,7    | −10,3    | −14      | −15  |

### Ghiacciai

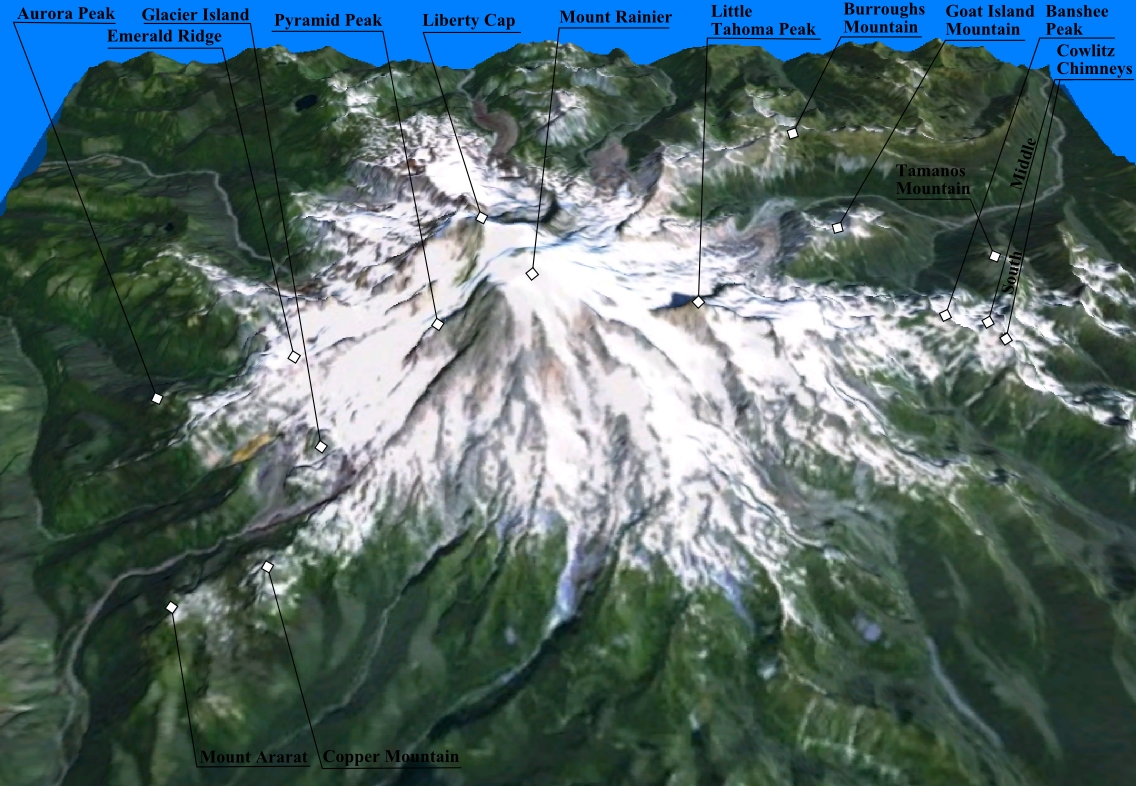
Rappresentazione tridimensionale del Monte Rainier

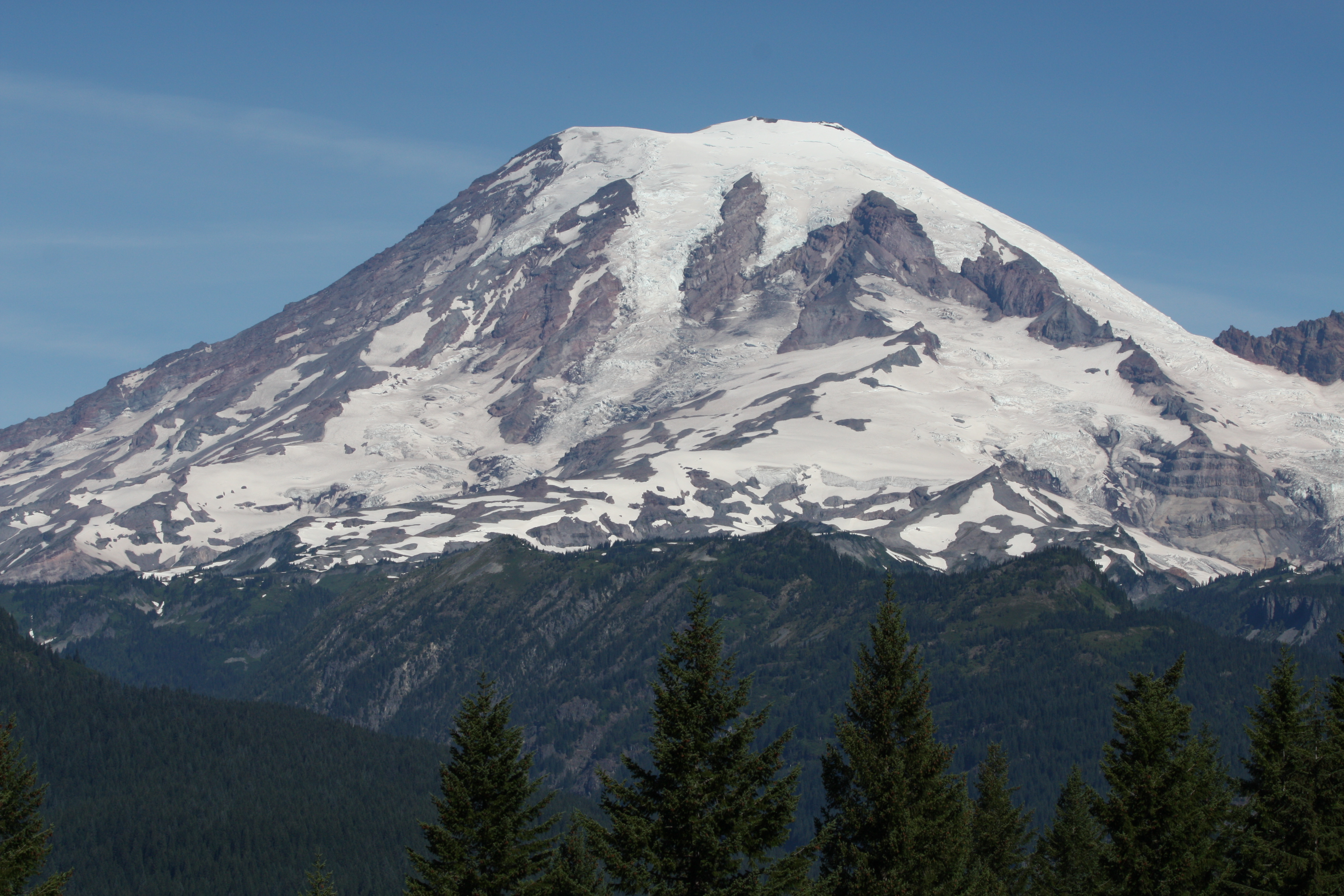
Il ghiacciaio Nisqually, chiaramente visibile da sud-est della montagna

La descrizione del monte Rainier non può prescindere dall'analisi dei ghiacciai, che hanno un impatto in differenti contesti: ad esempio essi erodono il cono vulcanico e costituiscono importanti sorgenti per diversi fiumi, alcuni dei quali forniscono acqua sfruttata dall'uomo sotto forma di energia idroelettrica o per l'irrigazione. Insieme alle chiazze di neve perenne, le 29 calotte glaciali coprono 78,8 km² della superficie della montagna (dati del 2015) e hanno un volume stimato di 2,9 km³.
I ghiacciai scivolano a valle sotto l'influenza della gravità per l'azione combinata dello scorrimento sulla roccia su cui giacciono e per deformazione, con un graduale spostamento dei singoli cristalli di ghiaccio tra di loro e anche al loro stesso interno. Le velocità massime si registrano vicino alla superficie e lungo la linea centrale del ghiacciaio. Durante il maggio 1970, si è proceduto a misurare il ghiacciaio Nisqually, scoprendo che si muoveva alla velocità di 74 cm al giorno. Le portate sono generalmente maggiori in estate che in inverno, probabilmente a causa della presenza di cospicue quantità di acqua di disgelo alla base del ghiacciaio.
La dimensione dei ghiacciai sul monte Rainier ha oscillato in modo significativo in passato. Ad esempio, durante il Pleistocene, da circa 25.000 a circa 15.000 anni fa, essi coprivano la maggior parte dell'area ora compresa entro i confini del parco nazionale e giungevano fino al perimetro dell'attuale bacino dello stretto di Puget.
Tra il XIV secolo e il 1850, molti dei ghiacciai del monte Rainier sono avanzati fino alla loro massima estensione a valle dall'ultima era glaciale. Molti progressi di questo tipo si sono verificati in tutto il mondo durante tale fase storica, nota in geologia come piccola era glaciale. Durante quest'ultimo lasso di tempo, il ghiacciaio Nisqually avanzò tra i 200 e i 240 m verso il fondovalle.
Il ritiro dei ghiacciai della piccola era glaciale si dimostrò lento fino al 1920 circa, quando subì un'accelerata. Tra il culmine della piccola era glaciale e il 1950, sul monte Rainier si è verificata una perdita di circa un quarto della loro estensione. Tuttavia, a partire dal 1950 e fino all'inizio degli anni '80, molti dei principali ghiacciai sono avanzati in risposta alle temperature relativamente più fresche della metà del secolo. I ghiacciai Carbon, Cowlitz, Emmons e Nisqually avanzarono durante la fine degli anni '70 e l'inizio degli anni '80 a causa delle abbondanti nevicate negli anni '60 e '70. Dall'inizio degli anni '80, tuttavia, svariati ghiacciai si sono assottigliati e ritirati.
I ghiacciai del monte Rainier possono trasformarsi in fiumi di fango, attraverso inondazioni non associate ad alcuna eruzione. Il South Tahoma generò 30 inondazioni negli anni '80 e nei primi anni '90, oltre che di nuovo nell'agosto 2015.

### Ecologia

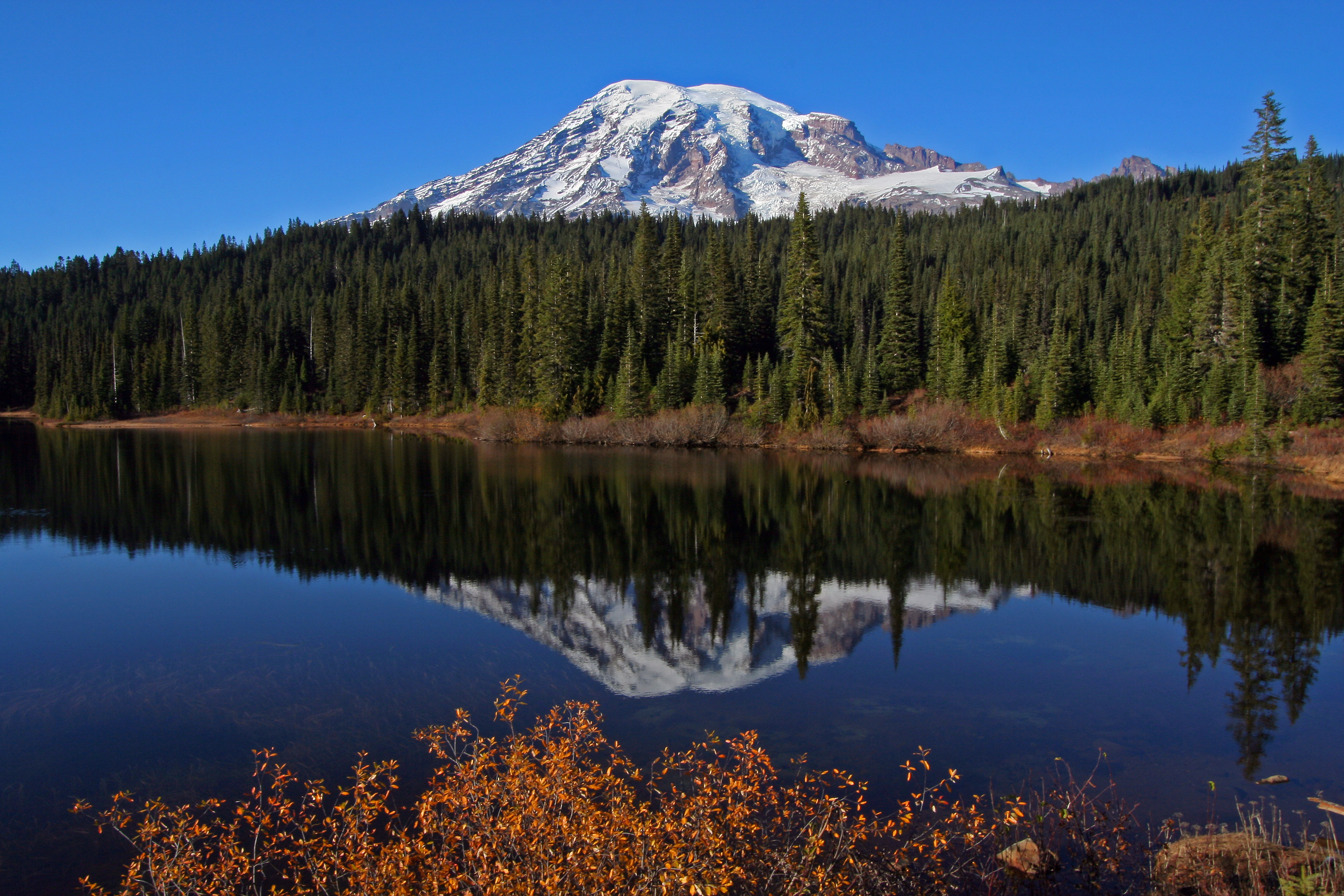
Il lago Reflection, meta prediletta dei fotografi che intendono immortalare dalla distanza il Rainier

La tutela riservata al monte Rainier come parco nazionale protegge il suo ecosistema, fornendo un habitat congeniale a molte specie nella regione, tra cui esemplari di flora e fauna endemici come la volpe rossa delle Cascate (Vulpes vulpes cascadensis) e la specie del genere Pedicularis Pedicularis rainierensis. L'ecosistema della montagna è assai variegato, soprattutto per via del fatto che il clima varia a seconda delle diverse altitudini. Gli scienziati hanno proceduto a catalogare gli esseri viventi che si trovano nella zona della foresta, in quella del piano alpino e del piano nivale, rintracciandone più di 1.000 tra vegetali e funghi. Per quanto riguarda la fauna, la montagna ospita 65 specie di mammiferi, 5 di rettili, 182 di uccelli, 14 di anfibi e 14 di pesci autoctoni, oltre a una quantità innumerevole di invertebrati.

#### Flora

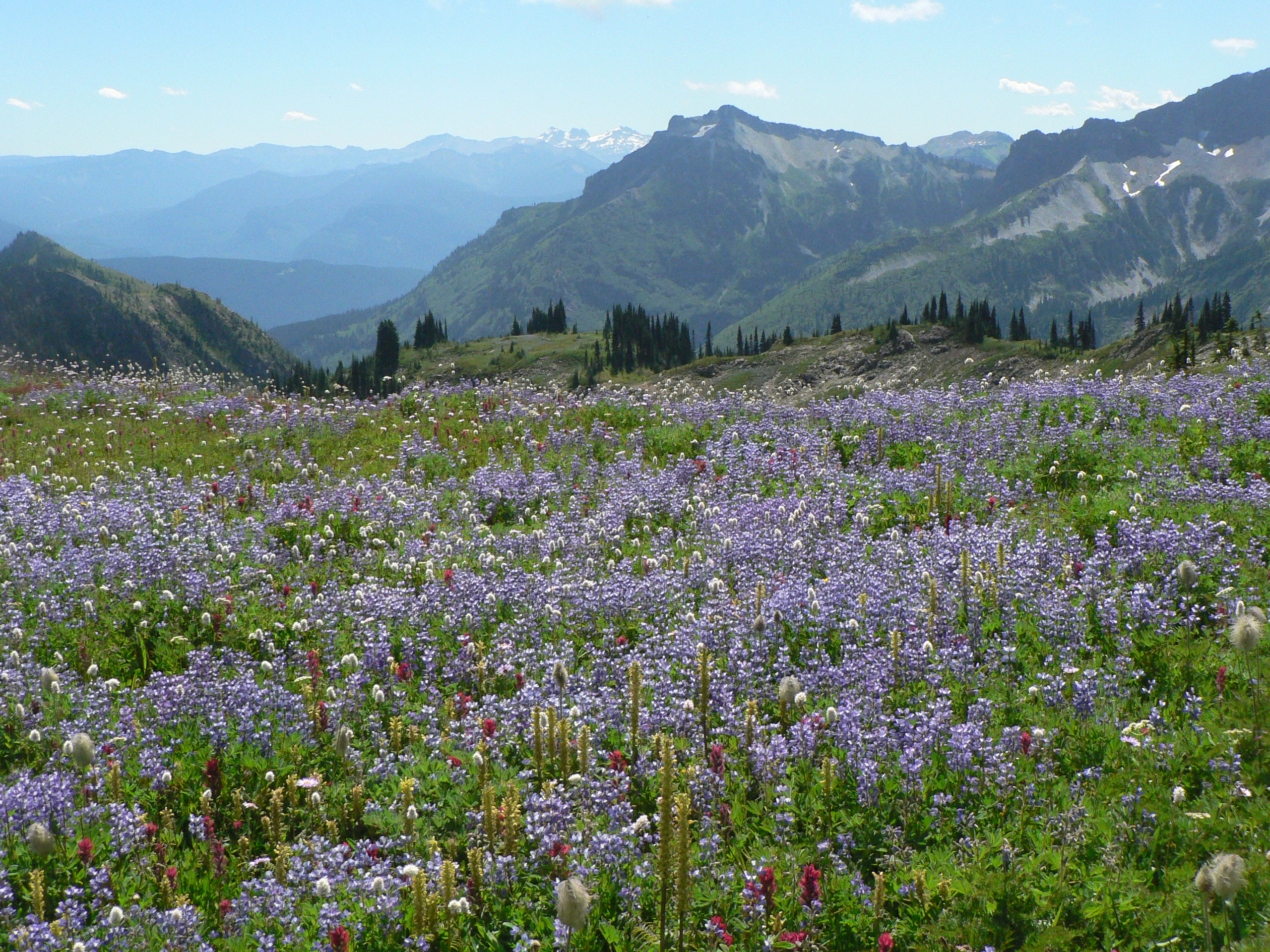
Prato di fiori selvatici subalpino alle pendici del monte Rainier

Il Rainier appare tra i luoghi migliori del continente per chi ha intenzione di ammirare prati punteggiati da fiori di campo. Sul piano alpino, la neve spesso rimane sul terreno fino all'inizio dell'estate, limitando la stagione di crescita delle piante a un periodo molto più breve. Per tale motivo, si possono ammirare in momenti precisi dell'anno fioriture spettacolari in aree come quella a Paradise. Nel 1924, i fiori attirarono l'attenzione del naturalista Floyd W. Schmoe, spingendolo a scrivere:
Le foreste sulla montagna crescono in svariate località, e contano esemplari secolari o addirittura millenari. Le sezioni inferiori si compongono principalmente di cedri rossi occidentali (Thuja plicata), abeti di Douglas (Pseudotsuga menziesii) e tsughe occidentali (Tsuga heterophylla), mentre abeti amabili (Abies amabilis), pini bianchi occidentali (Pinus monticola), cipressi di Nootka (Callitropsis nootkatensis) e abeti nobili (Abies procera) prosperano più in alto sulla montagna. Nel livello alpino crescono cipressi di Nootka, abeti delle rocce (Abies lasiocarpa) e tsughe mertensiane (Tsuga mertensiana).

#### Fauna

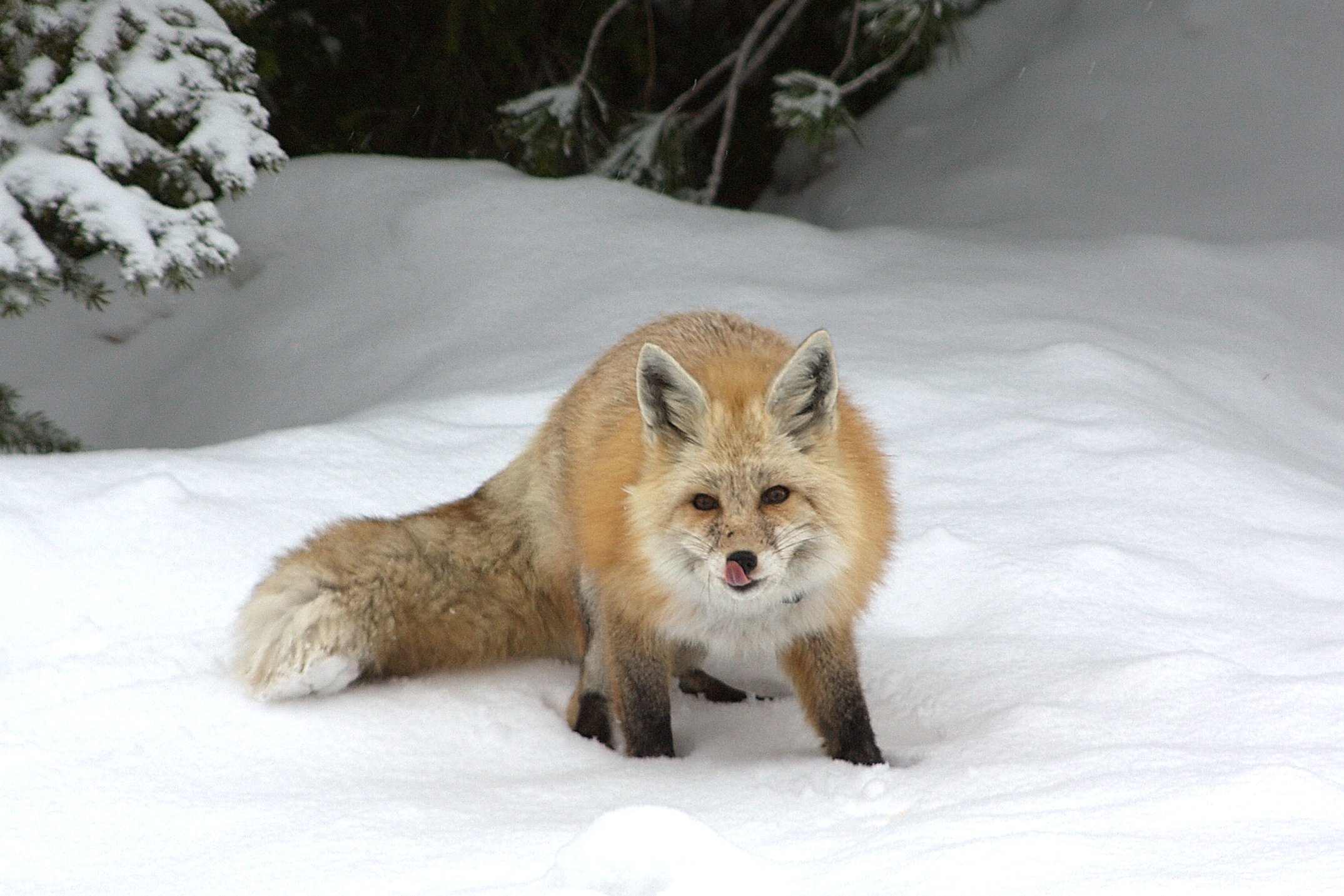
Una volpe rossa delle Cascate (Vulpes vulpes cascadensis) a caccia durante l'inverno a Paradise

La montagna ospita un'ampia varietà di specie animali, comprese diverse specie protette a livello statale o federale, come l'allocco macchiato (Strix occidentalis). Sono in corso anche progetti di reintroduzione di animali nativi che erano stati cacciati localmente dall'uomo causandone l'estinzione, come la martora di Pennant (Pekania pennanti). Tra i 65 tipi di mammiferi che vivono sulla montagna si rintracciano il puma (Puma concolor), la capra delle nevi (Oreamnos americanus), la marmotta americana (Marmota monax) e il wapiti (Cervus elaphus canadensis). Tra i rettili e gli anfibi più comuni figurano serpenti giarrettiera terricoli (Thamnophis elegans), alcuni generi di rane e varie salamandre. Ci sono molte specie ornitologiche che apprezzano tale o talaltro livello di altitudine della montagna, ma mentre alcune vi risiedono stabilmente, molte trascorrono in loco solo la stagione delle migrazioni. Diversi generi di salmone e trota percorrono i fiumi formati dai ghiacciai e, sebbene i laghi abbiano smesso di essere ripopolati nel 1972, ad oggi non si riesce a stimare il numero preciso né lo status delle specie ittiche che popolano i corsi e gli specchi d'acqua locali.

## Storia
Quando gli europei giunsero nella regione, le valli fluviali e altre aree vicino alla montagna erano abitate da nativi americani dediti alla caccia e all'agricoltura nelle foreste del monte Rainier e nei prati d'alta quota. I discendenti moderni delle tribù locali vantano antenati affiliati ai Nisqually, ai Cowlitz, ai Cayuse, agli Yakama, ai Puyallup e ai Muckleshoot. Le tracce di insediamento umano sulla montagna risalgono a oltre 8.500 anni fa e si manifestano in utensili in pietra scheggiata, rifugi rocciosi funzionali ad ospitare viaggiatori, cacciatori o residenti stabili e campi base a lungo termine. La loro distribuzione sulla montagna suggerisce lo sfruttamento di prati subalpini e habitat alpini bassi che fornivano un'abbondanza di risorse relativamente elevata durante la breve stagione estiva.
Il capitano George Vancouver raggiunse lo stretto di Puget all'inizio di maggio 1792 e divenne il primo europeo a intravedere la montagna.
Nel 1833, il dottore William Fraser Tolmie esplorò la zona alla ricerca di piante medicinali. Hazard Stevens e P.B. Van Trump ricevettero un'accoglienza da eroi per le strade di Olympia dopo la riuscita scalata della vetta nel 1870. La prima salita di una donna avvenne nel 1890 ad opera di Fay Fuller, accompagnata da Van Trump e altri tre compagni di squadra.
Scendendo dalla vetta nel 1883, James Longmire scoprì una sorgente minerale, evento a cui seguì in futuro la creazione di un centro termale e di un hotel, i quali attirarono vari visitatori nella zona, specie in primavera. In seguito, la sede del parco nazionale si sarebbe trasferita a Longmire, fino a quando l'inondazione non costrinse i gestori a trasferirsi ad Ashford. L'area divenne altresì sede di un museo, un ufficio postale e una stazione di servizio, con l'aggiunta in seguito di una biblioteca e di un negozio di souvenir; molti di questi edifici vennero più tardi nominati nel registro storico nazionale dei luoghi storici. Longmire rimane il secondo luogo più popolare del parco. Nel 1924, una pubblicazione del parco descriveva così il sito:
John Muir scalò il Rainier nel 1888 e sosteneva che, "mentre le cime pittoresche possono essere apprezzate dal basso, vi è qualcosa di speciale nel guadagnare la prospettiva della montagna dalla cima". Muir era uno dei tanti che sosteneva la necessità di tutelare meglio la montagna. Nel 1893, l'area finì per rientrare nella Riserva forestale del Pacifico, atto funzionale a proteggere le sue risorse fisiche ed economiche, principalmente legname e bacini idrografici.
Menzionando la necessità di proteggere anche il paesaggio e provvedere al pubblico godimento del luogo, le ferrovie e le imprese locali sollecitarono la creazione di un parco nazionale, nella speranza di accrescere il turismo. Il 2 marzo 1899, il presidente William McKinley stabilì il Mount Rainier National Park, il quinto parco nazionale d'America. Il Congresso instaurò la nuova zona protetta "a beneficio e godimento del popolo" e "per impedire la deforestazione, l'estrazione di minerali, tutelare meglio la natura e le meraviglie all'interno di detto parco, oltre alla propria conservazione nella loro condizione attuale".
Il 24 giugno 1947, Kenneth Arnold riferì di aver avvistato una formazione di nove oggetti volanti non identificati sul monte Rainier. Fu proprio la sua descrizione a portare all'utilizzo del termine "dischi volanti".
Nel 1998, l'United States Geological Survey iniziò ad allestire il sistema di prevenzione dei lahar sul monte Rainier, allo scopo di rendere agevole l'evacuazione di emergenza della valle del fiume Puyallup in caso di catastrofica colata di detriti. Oggi la gestione spetta al Dipartimento di gestione delle emergenze della contea di Pierce. Tacoma, alla foce del Puyallup, è localizzata a 60 km a ovest di Rainier, mentre agglomerati di dimensioni moderate quali Puyallup e Orting distano rispettivamente solo 43 e 32 km.
Il Rainier appare su quattro distinti francobolli emessi negli Stati Uniti. Nel 1934, figurò su 3 centesimi in una serie di francobolli dedicati al parco nazionale, oltre che su una miniatura emessa in occasione di un evento inerente alla filatelia. L'anno successivo, nel 1935, entrambi furono ristampati dal politico James A. Farley su numeri speciali all'indirizzo di funzionari e amici. A causa della gran richiesta effettuata dal pubblico, le "Farley's Follies" furono riprodotte in gran numero: la seconda emissione di francobolli resta comunque facile da distinguere dall'originale perché presenta una dentellatura. Sia i francobolli che i foglietti ricordo sono disponibili negli archivi filatelici statunitensi.
Il Washington state quarter rilasciato l'11 aprile 2007 immortala il monte Rainier e un salmone.

## Ascensioni

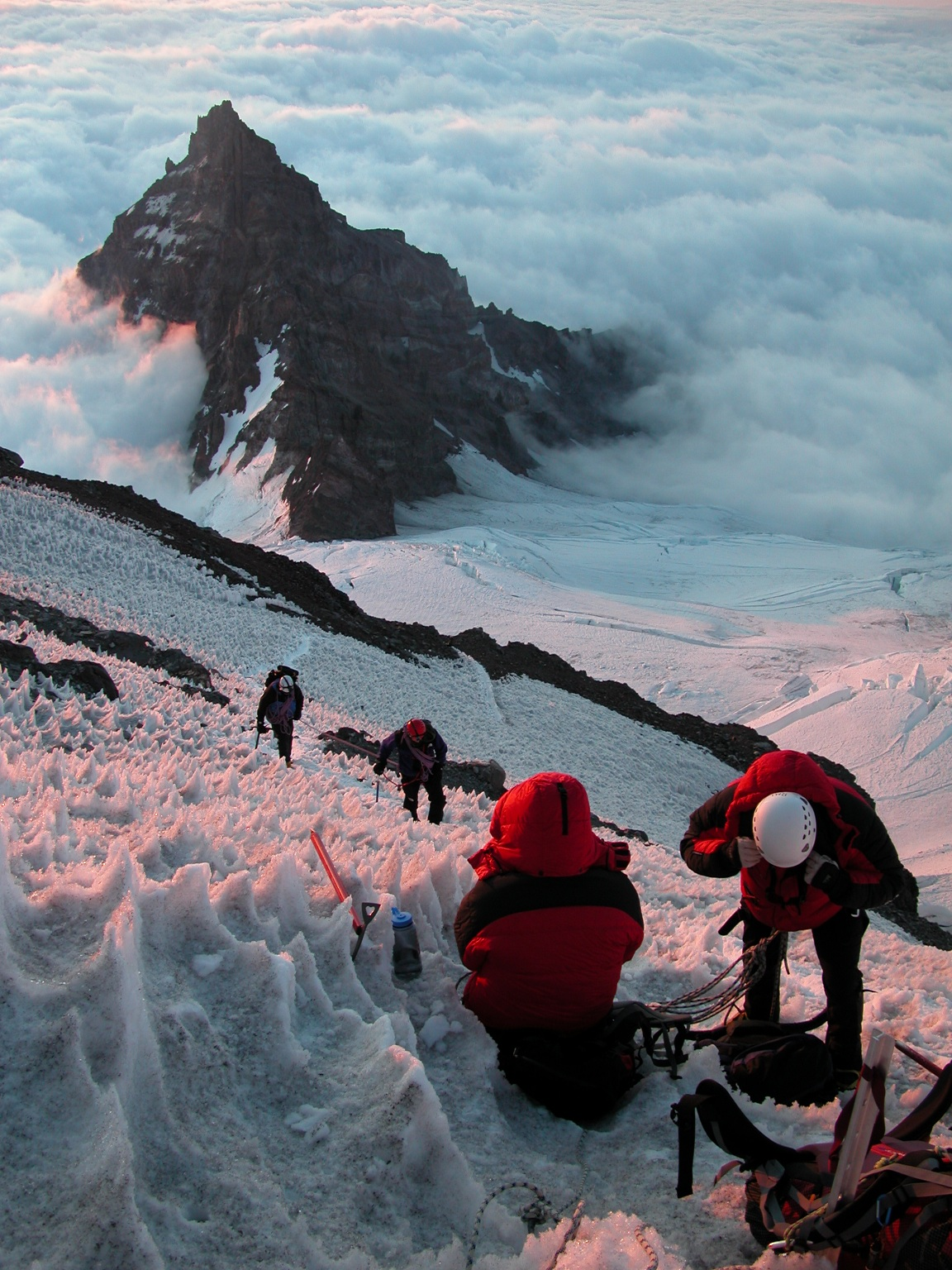
Scalatori sul ghiacciaio di Ingraham, sopra Little Tahoma

L'alpinismo sul Monte Rainier risulta difficile e comporta l'attraversamento dei più ampi ghiacciai degli Stati Uniti, eccezion fatta per l'Alaska. La maggioranza degli scalatori impiega almeno due o tre giorni per raggiungere la vetta, con una percentuale di successo di circa il 50%: il clima e la condizione fisica degli scalatori appaiono i motivi più comuni a determinare un fallimento. Circa 8.000-13.000 persone tentano la scalata ogni anno, e di questi circa il 90% attraverso sentieri da Camp Muir sul fianco sud-est, mentre il grosso degli altri si avventura lungo il ghiacciaio Emmons superando Camp Schurman, a nord-est. Le squadre di arrampicata richiedono esperienza nei viaggi sui ghiacciai, nell'autosoccorso e nell'attraversamento di aree naturali. Tutti gli scalatori che intendono salire sopra le praterie d'alta quota, Camp Muir e Camp Schurman, devono acquistare un certificato che autorizza la scalata del Rainier e registrarsi al momento in cui intraprendono la loro scalata.
Inoltre, gli scalatori in solitaria devono compilare un modulo di richiesta specifico e ricevere l'autorizzazione scritta dal sovrintendente prima di tentare la salita.

### Vie alpinistiche

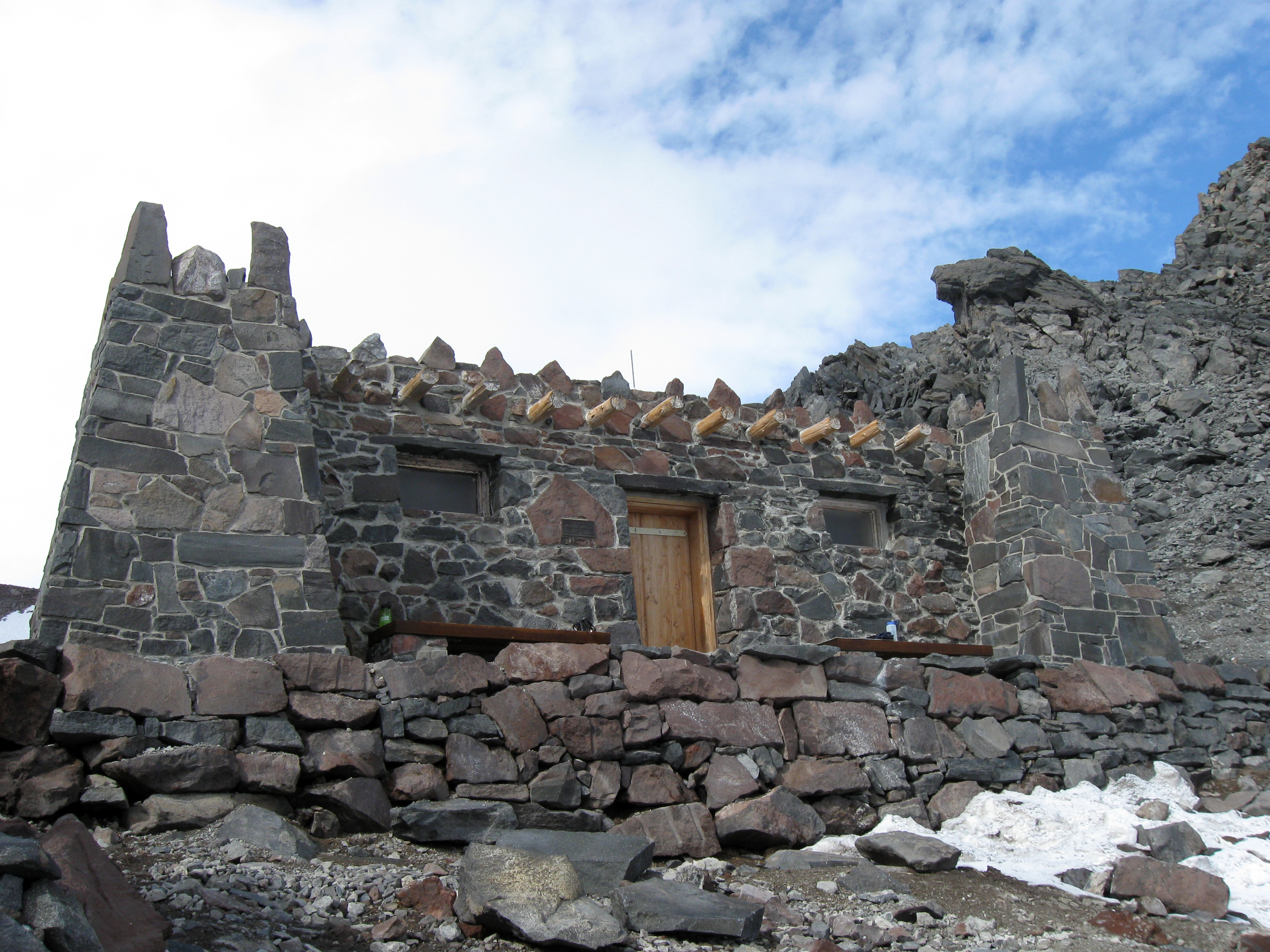
Camp Muir è comunemente usato da coloro che tentano di scalare il Monte Rainier

Tutti i percorsi di arrampicata sul monte Rainier non appaiono idonei a gruppi interamente composti da principianti. Per la salita e la discesa dalla montagna bisogna adoperare attrezzature tecniche quali rampini, piccozze, imbracature e corde. La difficoltà e la sfida tecnica rappresentata dal monte Rainier possono variare ampiamente in base alla strada che si intende intraprendere.
La via normale per la vetta del monte Rainier è la Disappointment Cleaver Route, di grado II-III. Il termine cleaver (mannaia) è usato nel gergo per indicare una cresta rocciosa che separa due ghiacciai, ma non è noto il perché si sia adottato il sostantivo disappointment (delusione): la spiegazione più plausibile pare far riferimento agli insuccessi di alcuni scalatori nel raggiungere la vetta. Poiché gli alpinisti su tale cammino hanno accesso al Camp Muir, che ha sede permanente, una maggioranza significativa del traffico di arrampicata sulla montagna transita da lì. Una rotta alternativa è costituita dalla Ingraham Glacier Direct Route, di grado II, spesso utilizzata quando la Disappointment Cleaver non è percorribile a causa delle cattive condizioni meteorologiche.
L'Emmons Glacier Route, di grado II, è un'ulteriore scelta che però rappresenta una sfida tecnica inferiore per gli scalatori. Seguendo tale percorso, si può sfruttare Camp Schurman (localizzato a 2.895 m), un campeggio glaciale, dotato di un bagno solare e di una capanna per ranger. La Liberty Ridge Route, grado IV, è notevolmente più impegnativa e oggettivamente pericolosa rispetto alla via normale per la vetta: risale al centro della parete nord del Rainier e attraversa l'infido ghiacciaio di Carbon. Scalata per la prima volta da Ome Daiber, Arnie Campbell e Jim Burrow nel 1935, è elencata come una delle 50 Scalate Classiche del Nord America (Fifty Classic Climbs of North America) in una lista realizzata dagli scalatori Steve Roper e Allen Steck. Questo percorso, intrapreso solo dal 2% degli scalatori, comporta il 25% delle morti registrate.

### Pericoli e incidenti
Stando a quanto indicano i dati del parco, dal 1897 si registrano almeno 400 decessi tra coloro che intendevano effettuare la salita. Le motivazioni delle morti sono da ricercarsi nella caduta accidentale di massi e ghiaccio, valanghe, imperizia o imprudenza degli alpinisti e ipotermia. Gli incidenti vanno poi spesso associati a fattori che non risulta possibile trascurare, quali esposizione ad altitudini molto elevate, affaticamento, disidratazione e/o condizioni meteorologiche avverse.
Willi Unsoeld, che raggiunse la vetta del monte Everest nel 1963, fu travolto, insieme a uno studente dell'Evergreen College di Olympia, da una valanga sul Monte Rainier nel 1979, dopo aver scalato la sommità circa 200 volte.
Il più grave incidente alpinistico sul monte Rainier avvenne nel 1981, quando dieci clienti e una guida persero la vita in una valanga/caduta di ghiaccio sull'Ingraham.
Si trattò del maggior numero di vittime sul Rainier in un singolo frangente da quando 32 persone perirono in un incidente aereo del 1946 sul ghiacciaio di South Tahoma.
In uno dei peggiori disastri sulla montagna in oltre un trentennio, sei alpinisti, due guide e quattro clienti, di cui si ebbe notizia l'ultima volta il 28 maggio 2014, vennero dichiarati morti il 31 maggio dello stesso anno, quando gli elicotteri di ricerca a bassa quota "pingarono" i segnali dei segnalatori da valanga indossati dagli alpinisti. I soccorritori conclusero che non c'era alcuna possibilità di sopravvivenza, considerando che gli scalatori erano caduti di 1.000 m durante il tentativo o il ritorno dalla vetta attraverso la via di arrampicata Liberty Ridge. Furono trovati di lì a poco tende e vestiti, insieme a roccia e ghiaccio sparsi su un campo di detriti sul ghiacciaio di Carbon a 2.900 m, possibile prova di uno scivolo o una valanga nelle vicinanze del luogo in cui si recò la squadra di ricerca dei dispersi, anche se la causa esatta dell'incidente rimaneva ignota. I corpi di tre degli alpinisti clienti vennero avvistati, durante un'operazione di addestramento in volo, il 7 agosto 2014 e successivamente recuperati il 19 agosto. I corpi del quarto scalatore cliente e delle due guide non furono invece localizzati.

## Attività ricreative
Al di là dell'arrampicata, risultano attività popolari nel parco l'hiking, lo sci fuori pista, la fotografia e il campeggio. I sentieri escursionistici, incluso il Wonderland Trail, permettono una circonvallazione lunga 150 km della vetta, consentendo di ammirare durante il tragitto bacini idrici, macchie di verde e maestose formazioni rocciose. Tra gli sport invernali si annoverano le racchette da neve e lo sci di fondo.